# 臧洪
臧 洪（ぞう こう、? - 196年）は、中国後漢末期の武将・政治家。字は子源。徐州広陵郡射陽県（現在の江蘇省揚州市宝応県射陽湖鎮）の人。父は臧旻。

## 経歴
臧洪は体格・容貌ともに優れていると評判であった。孝廉に挙げられ郎となり、当時の慣習から県令に任命された。このとき同時に任命された人物として、王朗・劉繇・趙昱の名が挙がっている。臧洪は即丘県令に任じられた。
霊帝の末年に官位を捨て故郷に帰ったが、張超に才能を評価され、郡の功曹となって太守の実務を執った。董卓が朝廷を牛耳り皇帝を殺害すると、臧洪は張超に決起を促した。張超はその発言を取り入れ、兄の張邈のところに向かい挙兵の相談をし、張邈も元々そのような意向であったため、共に義兵を挙げた。
張邈は兵を率いて、味方の諸侯らと酸棗の地で合流した。張邈が酸棗で張超に対し臧洪の性格を尋ねたところ、張超は臧洪を絶賛した。張邈も臧洪と面会し、臧洪が大変優れた人物であることを認めたという。劉岱・孔伷らの諸侯とも親しい間柄であったため、橋瑁を含む義兵を挙げた諸侯5名は盟約を結ぶ場で、誓約の言葉を述べる役割を互いに譲り合った末、皆揃って臧洪に委ねた。臧洪はその役割を立派に果たし、周囲を感動させた。しかし、結局彼らの軍は董卓軍と戦うことなく、兵糧が尽きたため解散した。
その後、張超は劉虞への使者として臧洪を遣わした。しかし臧洪は、河間まで来たところで袁紹と公孫瓚が戦闘をしていたため、任務を果たすことができなかった。臧洪が袁紹と会見すると、袁紹も臧洪が気に入ったため、互いに友好関係を結ぶことにした。このとき、青州刺史の焦和が亡くなっていたため、袁紹にその後任として青州の統治と軍隊の鎮撫を任された。当時の青州は、前任の焦和が盗賊に対処できなかったため荒れ果てていた（『九州春秋』）。しかし、臧洪は在任していた2年の間に盗賊を鎮圧した。
このことで袁紹に能力を買われた臧洪は、兗州の東郡太守に任命されたため、東武陽に移り住んだ。
このとき張超は、一族と共に雍丘において曹操軍に包囲されていた。人々は臧洪が袁紹から恩義を受けているということと、袁紹と曹操の両者が友好関係にあることなどから、臧洪が救援に赴かないだろうと思った。しかし張超だけは臧洪自身に救援の意思があると信じ、時間の制約があって間に合わないことのみを心配していた。臧洪は、裸足で走り出て配下の兵士を揃えると共に、兵馬を借りて救援に赴きたいと袁紹に願い出たが許されなかった。結局雍丘は陥落し張超は自害、一族も全滅した。
これを恨んだ臧洪は袁紹との絶交を宣言した。一方、袁紹は臧洪の立て籠もる城に軍を送り包囲すると共に、臧洪の旧友でもある陳琳に手紙を書かせ降参させようと謀った。しかし、臧洪は返書を送って拒絶した。
このため袁紹の攻撃が激しくなり、城中の兵糧は尽きてしまった。彼は司馬2人を城外に放ち呂布に援軍を求めていたが、救援がないことを覚悟すると城内の者に脱出を促した。しかし人々は飢餓の中でも臧洪に従い続けた。彼らは鼠を食って餓えを凌ぎ、それすらもなくなると薄い粥を将兵全員で分け合った。終いには、臧洪が自らの愛妾を殺害し兵士に振舞って抵抗を続けたため、将兵たちは涙を流して感謝した。やがて城が陥落し、男女7〜8000人が揃って討死となったが、臧洪だけは生捕りにされた。袁紹は臧洪を惜しみあくまで屈服させようとしたが、臧洪が拒絶し続けたため、結局殺害した。
臧洪の書生であった同郷の陳容という者は、東郡の丞を務めており、臧洪から落城前に脱出させられていた。袁紹は臧洪との対面の場に陳容を同席させたが、臧洪が殺害されそうになると袁紹を罵ったため、共に殺害した。袁紹配下の者達は、ひそかに「今日は二人も烈士を殺してしまった」と嘆いた。また、臧洪が先に呂布への援軍の使者として派遣していた2人の司馬も、帰還して落城を知ると、敵陣に突入し戦死したという。
小説『三国志演義』には登場しない。

## 評価
唐順之『両漢解疑』では「友を救うこともできず、自分で功を立てることもできず、主君に貢献することもできなかった。結局何もなし得ていないのでは、匹夫と同じではないか？しかし、臧洪は張超の信頼を裏切らず、良心の呵責もなく、君主と親族の誇りに値する高い名声を得た。 袁紹は曹操のために彼を殺した卑劣な男であり、後世に悪名を残した。」と評価をしている。

## 伝記資料
- 『後漢書』巻58 列伝第48
- 『三国志』巻7 魏書7 呂布臧洪伝第7